# Округ Тринити (Калифорнија)
Тринити (енгл. Trinity County) је округ у америчкој савезној држави Калифорнија.

## Демографија
По попису из 2010. године број становника је 13.786, што је 764 (5,9%) становника више него 2000. године.
| Група             | 2000.          | 2010.          |
| Белци             | 11.271 (86,6%) | 11.518 (83,5%) |
| Афроамериканци    | 58 (0,4%)      | 59 (0,4%)      |
| Азијати           | 61 (0,5%)      | 94 (0,7%)      |
| Хиспаноамериканци | 517 (4,0%)     | 959 (7,0%)     |
| Укупно            | 13.022         | 13.786         |